# 니조인노 사누키

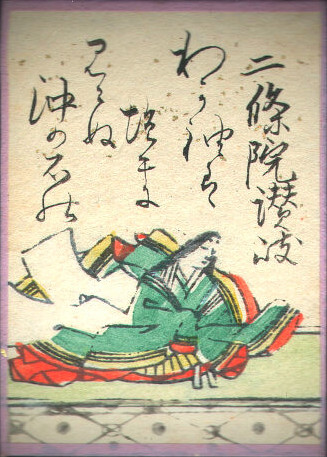
니조인노 사누키

니조인노 사누키(일본어: 二条院讃岐, 생몰년 미상)는 헤이안 시대 말기부터 가마쿠라 시대 초기의 궁녀, 시인이다.

## 와카
```
눈물 젖은 소매가 간조에도 보이지 않는 해중 돌처럼 여윌 새도 없음을 당신은 아십니까
わが袖は潮干に見えぬ沖の石の人こそ知らねかわく間もなし
```